# Тимофеев, Георгий Михайлович
Георгий Михайлович Тимофеев (1910—1967) — советский футболист.

## Карьера
Играл в 1936 году за «Локомотив» (Киев). В 1936 году перешёл в «Динамо» (Киев) и сыграл 7 матчей. В 1937 году сыграл один матч против сборной Басконии в рамках турне последней по СССР, Тимофеев вышел на замену вместо Ивана Кузьменко. «Динамо» проиграло со счётом 1:3. Дальнейшая судьба футболиста неизвестна.
Был участником «Матча смерти».